# Dolná Súča
Dolná Súča (ungarisch Alsószúcs) ist eine Gemeinde im Trenčiansky kraj in der Westslowakei.
Der Ort liegt in den Weißen Karpaten am Bach Súčanka, etwa zwölf Kilometer nördlich von Trenčín gelegen. Der höchste Punkt des Katastralgebietes ist der Kalkberg Krasín (516 m n.m.). Zur Gemeinde gehören auch Kleinsiedlungen (Polníky, Repákovci).
Das heutige Gemeindegebiet wurde in der mittleren und jüngeren Bronzezeit besiedelt (Lausitzer Kultur). Der Ort wurde zum ersten Mal 1204 als Terra Sucza erwähnt. Nach dem Mongoleneinfall im Jahr 1421 wurde auf dem Berg Krasín die Burg Súča als eine Grenzburg erbaut, mit der ersten Erwähnung im Jahr 1244, zu deren Herrschaft auch die Gemeinde gehörte. Um das Jahr 1550 wurde die Burg abgerissen und seit dem Jahr 1559 gehörte der Ort zum Herrschaftsgut von Trentschiner Burg. Die Bevölkerung befasste sich überwiegend mit der Landwirtschaft, nur ein kleiner Anteil war im Handwerk tätig.
Bis 1918 gehörte der Ort im Komitat Trentschin zum Königreich Ungarn und kam danach zur neu entstandenen Tschechoslowakei, bzw. heute Slowakei.
Der Bauingenieur Augustín Mrázik (1928–2011) wurde in Dolná Súča geboren.

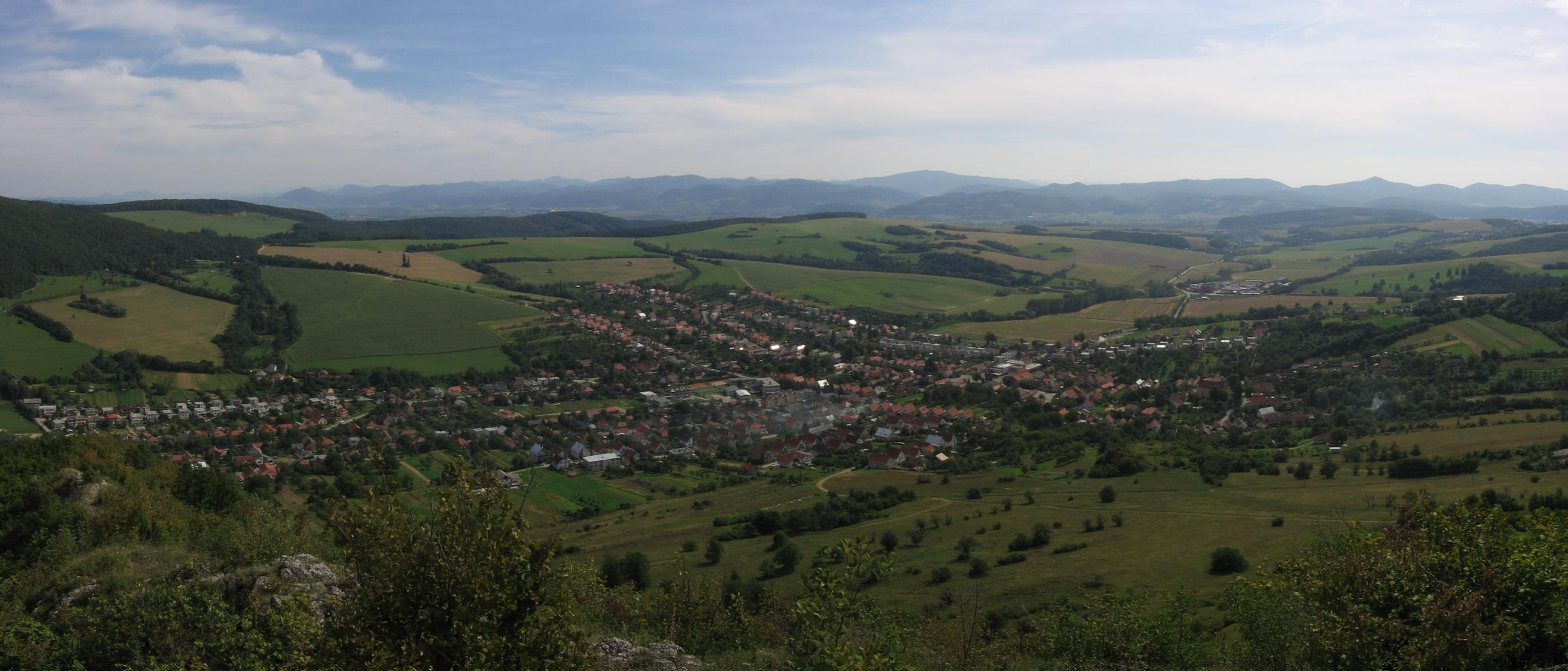
Panorama von Dolná Súča, vom Berg Krasín aus gesehen

## Bevölkerung
| Jahr:                | 1994. | 2004.   | 2014.   | 2024. |
| -------------------- | ----- | ------- | ------- | ----- |
| Anzahl der Personen: | 2774  | 2917    | 3050    | 3050  |
| Unterschied:         |       | +5,15 % | +4,55 % | +0 %  |

| Jahr:                | 2023. | 2024.   |
| -------------------- | ----- | ------- |
| Anzahl der Personen: | 3056  | 3050    |
| Unterschied:         |       | -0,19 % |